# جان بول

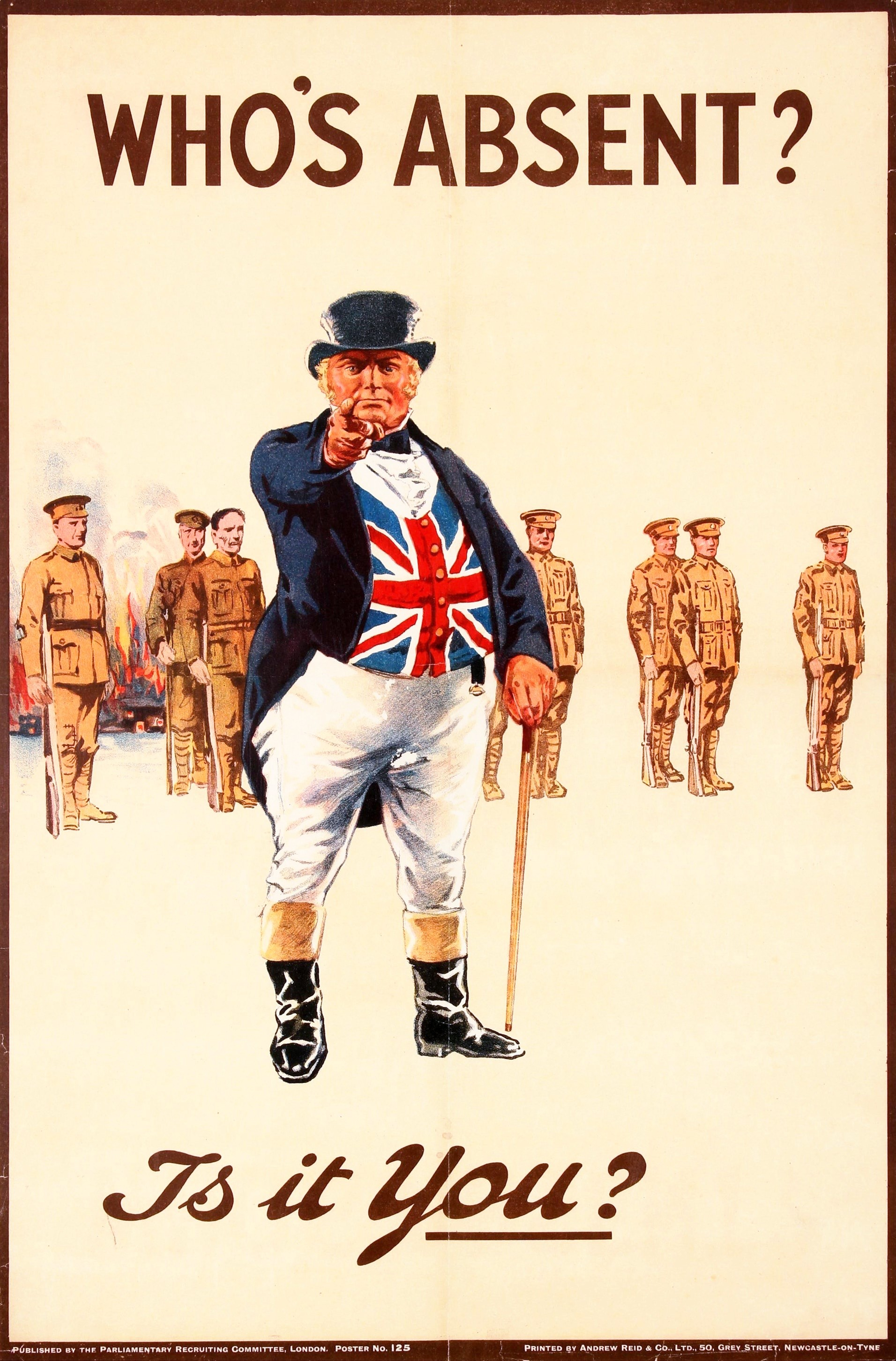
پوستر سربازگیری برای جنگ جهانی اول در انگلستان

جان بول نماد بریتانیای کبیر به طور عام و انگلستان به طور خاص است. این نماد به ویژه در کارتون‌ها و پوسترهای سیاسی کاربرد دارد. این شخصیت معمولاً به‌صورت مردی میانسال و تنومند که نیمتنه یا جلیقه‌ای به نقش پرچم بریتانیا پوشیده‌ داست تصویر می‌شود.
این نماد در سال ۱۷۱۲ میلادی خلق شده‌است.